# Distretto di Tavas
Il distretto di Tavas (in turco Tavas ilçesi) è uno dei distretti della provincia di Denizli, in Turchia.